# Куршан (Ен)
Куршан (фр. Courchamps) насеље је и општина у североисточној Француској у региону Пикардија, у департману Ен (Пикардија) која припада префектури Шато Тјери.
По подацима из 2011. године у општини је живело 90 становника, а густина насељености је износила 33,09 становника/km². Општина се простире на површини од 2,72 km². Налази се на средњој надморској висини од 150 метара (максималној 178 m, а минималној 106 m).

## Демографија
| 1962. | 1968. | 1975. | 1982. | 1990. | 1999. | 2011. |
| ----- | ----- | ----- | ----- | ----- | ----- | ----- |
| 38    | 50    | 42    | 64    | 107   | 98    | 90    |

График промене броја становника у току последњих година